# Tour de l'Uccellina
La tour de l'Uccellina (en italien : Torre dell'Uccellina) est une fortification côtière située à l'extrémité Sud de la commune de Grosseto, sur un petit promontoire, près de l'abbaye San Rabano (it) dans le parc naturel de la Maremme, accessible par l'itinéraire A1.

## Histoire

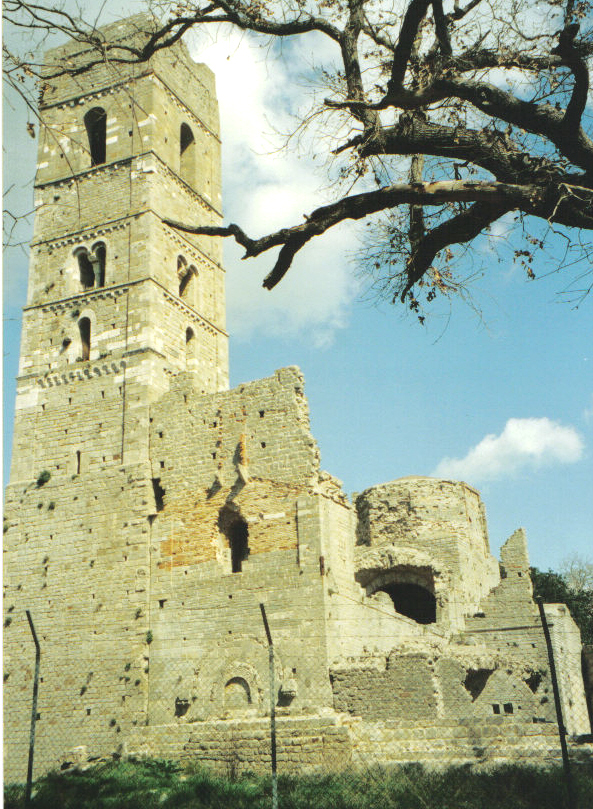
Ruines de l'Abbaye San Rabano.

La tour a été construite en 1321, avec pour la fonction de guet vers la mer et de défendre le complexe religieux voisin.
La fortification a été restructurée dans la seconde moitié du XVIe siècle, à la demande de Cosme Ier de Médicis, dans le but de mettre en œuvre le système défensif de la côte de Grosseto. Le résultat des travaux d'intervention a été une nouvelle élévation de la structure préexistante.
Avec l'abandon de l'abbaye San Rabano, la tour a également connu une période de déclin qui a culminé avec sa cession dans la seconde moitié du XVIIIe siècle. De récents travaux de restauration ont permis une bonne reprise de l'édifice.

## Description
La tour côtière, de section quadrangulaire, a des murs recouverts de pierre, une porte d'accès située en position surélevée et dominée par un arc en ogive.
En divers points et à différentes hauteurs, il y a de nombreuses meurtrières sur les quatre murs, tandis que la volée d'escalier menant à la porte d'entrée est complètement perdue. Même la partie supérieure montre les signes de la dégradation des siècles passés, n'ayant conservé que quelques merlons des remparts sommitaux d'origine.